# Фридрих III (Майсен)
Вижте пояснителната страница за други личности с името Фридрих III.
Фридрих III Строгия (на немски: Friedrich III, der Strenge, der Freundholdige, * 14 декември 1332 в Дрезден, † 21 май 1381 в Алтенбург) от род Ветини е от 1349 г. до 1381 г. ландграф на Тюрингия и маркграф на Майсен.

## Произход
Той е най-големият син на маркграф Фридрих II († 18 ноември 1349) и Мехтхилд/Матилда Баварска (* 1309/1313, † 2 юли 1346), дъщеря на император Лудвиг Баварски и Беартикс фон Швейдниц.

## Управление
След смъртта на баща му през 1349 г. той го наследява и управлява Тюрингия и Майсен заедно с братята си Балтазар († 1406) и Вилхелм I († 1407).
Заедно с Хайнрих II от Хесен през 1373 г. унищожава  рицарския съюз Sternerbund.

## Брак и деца
Фридрих III се жени през 1346 г. за Катарина фон Хенеберг († 15 юли 1397 в Кобург), втората от четирите дъщери на граф Хайнрих VIII от Хенеберг-Шлойзинген и съпругата му Юта фон Бранденбург.
Тя му донася като зестра част от графство Хенеберг (Кобург). Двамата имат четири сина:
- Фридрих († 1350, млад)
- Фридрих I, Войнственния (1370 – 1428) -маркграф на Майсен, ландграф на Тюрингия и пфалцграф на Саксония. През 1423 – 1428 г. той e херцог на Саксония и курфюрст на Курфюрство Саксония;
- Вилхелм II Богатия (1371 – 1425) – ландграф на Тюрингия и от 1407 до 1425 г. маркграф на Майсен.
- Георг (* 1380, † 9 декември 1401 в Кобург) маркграф на Майсен съ-ландграф на Тюрингия и съ-маркграф на Майсен от 1380 до 1401 г.

Фридрих III умира през 1381 г. в Алтенбург и е погребан в княжеската капела на манастир Алтцела. Според неговото завещание съпругата му поема регентството за малолетните си синове.